# Moulin de Frémontiers
 (juin 2018).
Le moulin de Frémontiers est un moulin à eau situé sur le territoire de la commune de Frémontiers, dans le département de la Somme, au sud-ouest d'Amiens. Il est mu par les eaux des Évoissons, affluent de la Selle et sous-affluent de la Somme.

## Historique
La présence d'un moulin à Frémontiers est attesté depuis 1296 date où il fut vendu à l'Abbaye Saint-Germer-de-Fly. Il est représenté sur la carte de Cassini, au XVIIIe siècle et sur le cadastre napoléonien de 1825. Déclaré bien national, à la Révolution française, le moulin fut vendu à l'ancien seigneur de Frémontiers qui en était jusque là locataire, Paul-François Le Boucher du Mesnil, au XIXe siècle, il appartint à Adrien Morgan de Belloy et à ses descendants. En 1851, le meunier, Désiré Decaix, fit construire un moulin à huile. Le système de meunerie toujours en place date de 1905. En 1927, le moulin devint la propriété de Désiré Mouqueron qui y installa une scierie qui cessa son activité en 1972.
Le moulin de Frémontiers moulin est protégé au titre des monuments historiques : inscription partielle par arrêté du 14 décembre 1990.

## Caractéristiques
Le moulin est construit, pour l'essentiel, en pans de bois recouverts de bardages posés à clins. Il conserve encore sa roue à aubes restaurée ainsi que son équipement de meunerie : roue hydraulique verticale à structure métallique et à aubes courbes qui a été rénovée en 1980 (diamètre 5 m et largeur 1,40 m). Au rez-de-chaussée se trouvent les roues en fonte et les cylindres datant de 1905. Au premier étage, on voit les régulateurs à boule et au deuxième les mécanismes de bluterie. 